# Tatamátangara
Tatamátangara (Bangsia aureocincta) är en starkt utrotningshotad fågel i familjen tangaror inom ordningen tättingar.

## Utseende och läte
Tatamátangara är en rätt liten (16 cm) och mörk tangara med karakteristisk ansiktsteckning. Fjäderdräkten är övervägande grön, med svart strupe och gult mitt på bröstet. Även huvudet är svart med ett gult ögonstreck som sträcker sig bakåt och vrider sig runt bakom örontäckarna tillbaka till näbben. Sången består av vassa och genomträngande visslingar eller tunna drillar, "tseeuurr", levererade i omgångar om tre till sex. Vidare hörs korta "chip" och "chit" som kontaktläten och en kort, kvittrig mörkare drill när den är upprörd.

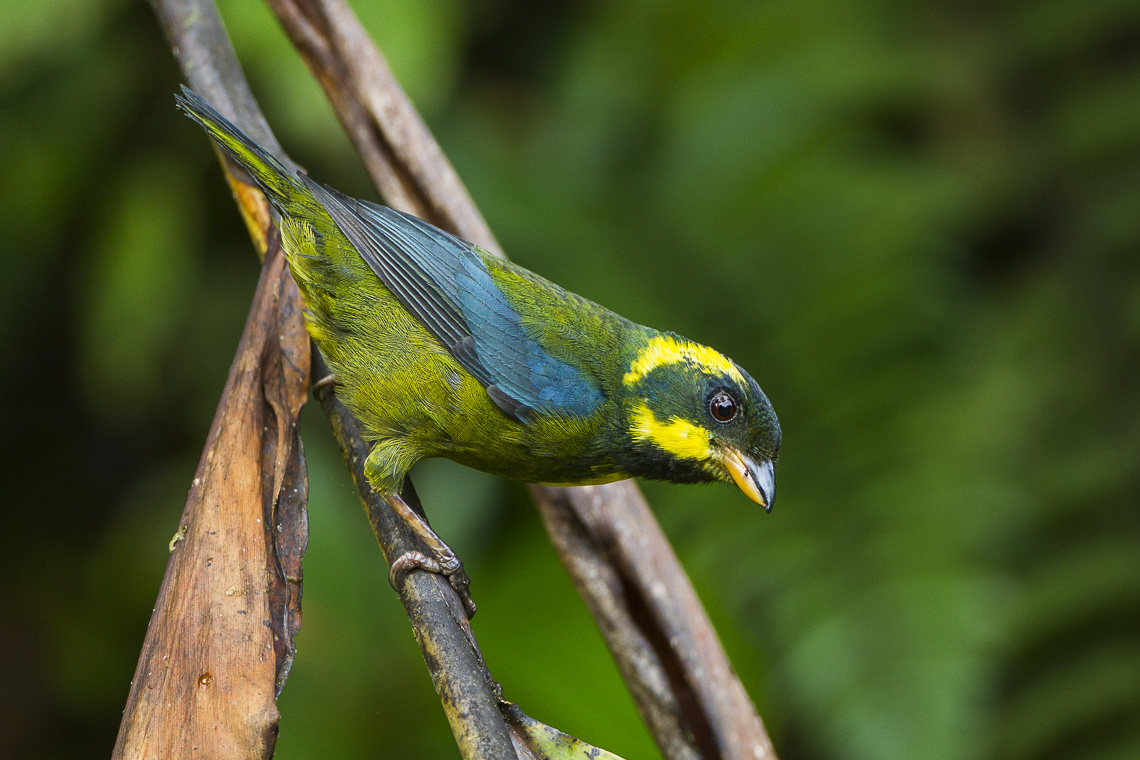

## Utbredning och systematik
Fågeln förekommer utmed Stillahavssluttningen i västra Anderna i Colombia. Den behandlas som monotypisk, det vill säga att den inte delas in i några underarter.

## Status
Tatamátangara har ett mycket litet bestånd bestående av uppskattningsvis endast 600 till 1700 vuxna individer. Den tros inte vara direkt hotad eftersom habitatförlusten i dess utbredningsområde är relativt begränsad. Internationella naturvårdsunuinen IUCN kategoriserar arten som sårbar.

## Namn
Släktesnamnet hedrar Outram Bangs (1863–1932), amerikansk zoolog och samlare av specimen.